# しゅごキャラ! 3つのたまごと恋するジョーカー
『しゅごキャラ! 3つのたまごと恋するジョーカー』（しゅごキャラ みっつのたまごとこいするジョーカー）は、コナミデジタルエンタテインメントが開発し、2008年3月13日に発売したニンテンドーDS用アドベンチャーゲームである。

## 概要
しゅごキャラ!のDSゲーム第1弾である。本編のゲーム内容は、漫画版やアニメ版でも気の多い主人公のあむを再現するかのような、恋愛シミュレーションゲーム風の、相手との親密度（作中では「なかよし度」と表記）を上げて楽しむタイプのゲームとなっている。次作『しゅごキャラ! あむのにじいろキャラチェンジ』では同性キャラクターとも仲良くなることが可能だが、本作では異性のみに限られている。
本作の作品舞台は、原作漫画やアニメの冒頭に当たる話から始まっている。ゲーム開始後の日数に応じて特定の日には強制イベントが設けられており、強制イベントの中で、鈴木誠一郎が初めてあむに出会うシーンや、第1のしゅごキャラであるランが登場するシーン（左記いずれもアニメ版第1話に相当）など、アニメに登場した随所の演出が再現されている。また、ゲームの進行に従って、管理人さんやなぎひこ登場（但し、なでしこが海外に行ってしまう、アニメ版第25話までの範囲）といったように舞台背景は移り変わっていく。
本作では、秘密のキーワードを入力することで、通常プレイでは入手できないアイテムや、通常プレイでは登場しない仲良くなることが可能なキャラクターを登場させるといった、解禁操作が設けられている。これらの解禁操作は『なかよし』やしゅごキャラ!関連商品に随時掲載されていたが、現在では公式サイト上で公開されている。一部のパスワードは、公式サイト上のおまけの神経衰弱をクリアする事でも、入手できる。この解禁の仕組みは、以降のしゅごキャラ!DSゲームでも採用されている。

## あらすじ
本作の全体的な流れは、原作やアニメに準ずる。そのため、あらすじについてはしゅごキャラ!のあらすじを参照のこと。

## 登場キャラクター
本作に登場するキャラクターはいずれも、しゅごキャラ!アニメ版に登場するキャラクターである。キャラクター設定、担当声優などもアニメ版（前述の舞台設定）と同じである。そのため、本節では本作固有の情報を記すこととし、その他の情報はしゅごキャラ!の登場人物に解説を譲ることとする。
なお、以下に示されている名前はいずれも本来の漢字表記としているが、本作中ではプレイ対象年齢層を考慮し、一部の漢字はひらがな表記、あるいは代替名表記となっている。

### 主人公としゅごキャラたち
日奈森 亜夢（ひなもり あむ）、ラン、ミキ、スゥ、ダイヤ
ダイヤは、コイン稼ぎのための、強い×キャラへの誘導だけのための登場となっている。

### 仲良し対象キャラクターとしゅごキャラたち
以下は、ゲーム開始時点から登場しているキャラクターである。
辺里 唯世（ほとり ただせ） 、キセキ
相馬 空海（そうま くうかい）、ダイチ
月詠 幾斗（つきよみ いくと）、ヨル
以下は、ゲームの進行によって登場するキャラクターである。
二階堂 悠（にかいどう ゆう）
藤咲 なぎひこ（ふじさき -）
なぎひこやダイヤは、解禁パスワード入力が登場条件となっている。なぎひこやダイヤの登場解禁パスワードの公開は、なぎひこやダイヤがアニメに登場する頃まで伏せられていた。また、リズムは登場しない。

### その他のキャラクター
藤咲 なでしこ（ふじさき -）、てまり
結木 やや（ゆいき -）、ぺぺ
鈴木 誠一郎（すずき せいいちろう）

## ゲームシステム
本作においては、操作はタッチスクリーンへのタッチ操作、もしくはボタンによって行われる。選択肢による選択操作の際には、画面上に表示される選択肢をタッチすることで行動を選択することができるほか、十字キーによって選択した後にAボタンで決定することも可能である。また、マップ移動の際には、十字キーによって移動可能であるほか、タッチした場所へ走る操作も可能となっている。

### あむちゃんとあそぼう!
本作の本編となるゲームである。本編の進行においては、進行日数に応じて、ラン、ミキ、スゥの登場など、ポイントポイントでアニメ同様の演出が施された強制イベントが発生する日が設けられている。そのような強制イベントの中では選択肢は設けられておらず、一本道シナリオとなっている。以降では、そのような強制イベントが設けられていない日のゲーム内容を説明する。
本作の目的はそれぞれのキャラクターと仲良くなることであるが、相手の欲しがるものをプレゼントするという方法でなかよし度を上げていくようになっている。プレゼントのためのアイテムは、後述の×たま狩りや特訓を行うことで入手可能である。また、×たま狩りや特訓ではコインを入手することも可能であり、コインを用いてプレゼント用のアイテムを購入することでも入手可能である。また、入手したアイテムを売って、別のアイテムを購入することも可能となっている。なお、プレゼントが相手の気に入らないものであれば、なかよし度が下がる場合もある。また、会話内容によっても増減する可能性がある。こうしてなかよし度が上がることで、そのキャラクター固有のイベント（キャラクタごとに6種）が発生、主人公と一緒にそのイベントを楽しんでいくという内容となっている。過去に楽しんだイベント内容は、マップ上で管理人さんに話し掛けることで再生が可能となっている。また、キャラクター固有の全イベントを発生させたキャラクターは、セーブデータ選択画面で顔アイコンによってクリア済みであることが示される。
本作における主人公のパラメータは以下の通りである。
| パラメータ名 | 数値範囲 | 初期値 | 備考                                              |
| ------------ | -------- | ------ | ------------------------------------------------- |
| げんき       | 0 - 100  | 20     |                                                   |
| おしゃれ     | 0 - 100  | 20     |                                                   |
| おとめ       | 0 - 100  | 20     |                                                   |
| なかよし度   | 0 - 100  | 0      | 5人の仲良し対象キャラクター個別に設けられている。 |

平日には、朝の登校時と放課後の1日2回、行動選択を行う。休日には、朝と夕方の1日2回、行動選択を行う。朝は、特訓と呼ばれるしゅごキャラとのミニゲーム、×たまがりのいずれかを行うことが可能となっている。放課後あるいは夕方は、×たまがりを行うことが可能である。なお、買い物は夕方のみに可能となっているが、×たまがりとは独立して買い物を行うことが可能となっている。

### ×たまがり
マップ移動中に特定キャラクターに話し掛けることで×たまがりを行うことが可能となっている。特定キャラクターに話し掛けると、×たま探しの状態に移行し、×たまがついたキャラクターに話し掛けることで、アクションパートに移行する。
アクションパートは、相手の×キャラを画面上部に、自身を画面下部に位置し、画面の上下で攻撃弾を撃ち合って弾を相手に当てることで体力ゲージを奪うというゲーム内容である。相手の体力ゲージを0にしたものが勝ちとなる。
攻撃弾は通常、1度に1発しか攻撃できず、相手に弾が当たるか、画面外に抜けるまで次の弾を撃つことはできない。なお、相手の放つ攻撃弾は、種類によっては、タッチすることで打ち返しが可能となっている。
プレイ中は、時々しゅごキャラたまが降ってくる。これを取ることでキャラなりゲージが増加、ゲージが最大値に達すると、最後に取ったしゅごキャラたまに対応するしゅごキャラ（ラン、ミキ、スゥのいずれか）とのキャラなりが行える。キャラなり中は、それぞれのしゅごキャラに応じた特殊効果が得られるようになっている。なお、キャラなりには時間制限が設けられており、時間が過ぎるとキャラなりは解除される。
アミュレットハート（ランとのキャラなり）
1度の攻撃で前方3方向の計3発の攻撃弾を放つことができる。
アミュレットスペード（ミキとのキャラなり）
通常は直線的に飛んでいく攻撃弾が、敵の動きに合わせて多少誘導する動きとなる。また、あむの周囲を3体のアイテム（筆、パレット、キャンバス）が飛び交うようになり、それぞれ1度、相手の攻撃弾を防いでくれる。
アミュレットクローバー（スゥとのキャラなり）
やや大きめの、相手の攻撃弾を打ち消しながら貫通することができる攻撃弾を放つことができる。
相手に勝つと、×たま浄化の演出が行われた後、プレゼントに使用可能なアイテムと、コインを入手することが可能である。

### ミニゲーム
ゲーム本編でクリアしたゲームは、ゲーム本編とは独立してプレイ可能となっている。この仕組みは、後続のしゅごキャラ!DSゲームでも同様である。なお、以降のゲームのうち、名前の末尾に*マークが付与されたゲームは、初期からプレイ可能となっている。
くだものキャッチ *
画面上部から降ってくるくだものを下でキャッチするというものである。なお、いがぐりをキャッチしてしまうと一定時間行動できなくなり、タイムロスとなる。
イルタッチ
いわゆるもぐらたたきである。なお、モグラに混じって穴から登場するイルを叩くと、高得点が得られるようになっている。
どうぶつなんびき？ *
画面下部に、左右から画面を横切る、あるいは画面中央で折り返すように動物が登場する。画面上部に表示される見本と同じ動物が何匹登場したかをあてるゲームである。
どこにはいっている？
12個のしゅごたまに入れられたアイテムを覚え、特定のアイテムが入ったしゅごたまがどこにあったかを当てるゲームである。
やさいカット *
画面左から流れてくる野菜類をカットするゲームである。野菜に混じって流れてくる調理器具はカットできない。
たこやきづくり
徐々に焼けてくるたこやきを、頃合のタイミングでひっくり返しながら、たこ焼きを作るゲームである。
うたうちゃんをそろえよう
9個のしゅごたまに隠されたうたうカードとイルカードのうち、うたうカードを引き当てるゲームである。9枚中、5枚のうたうカードを引き当てるか、イルカードを引くまでを1ラウンドとし、3ラウンドでうたうカードを引き当てたトータル枚数が成績となる。難易度によってイルカードの混在枚数が異なる。